# Japonizmus

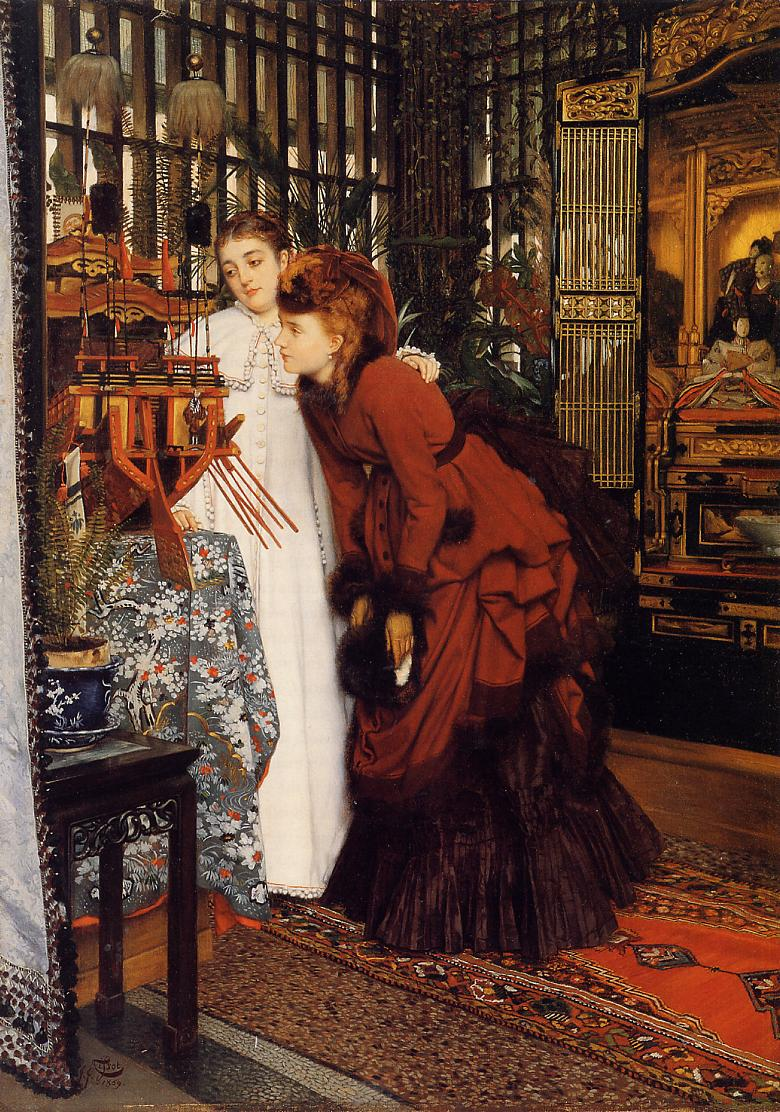
James Tissot Japán tárgyakat szemlélő nők c. festménye

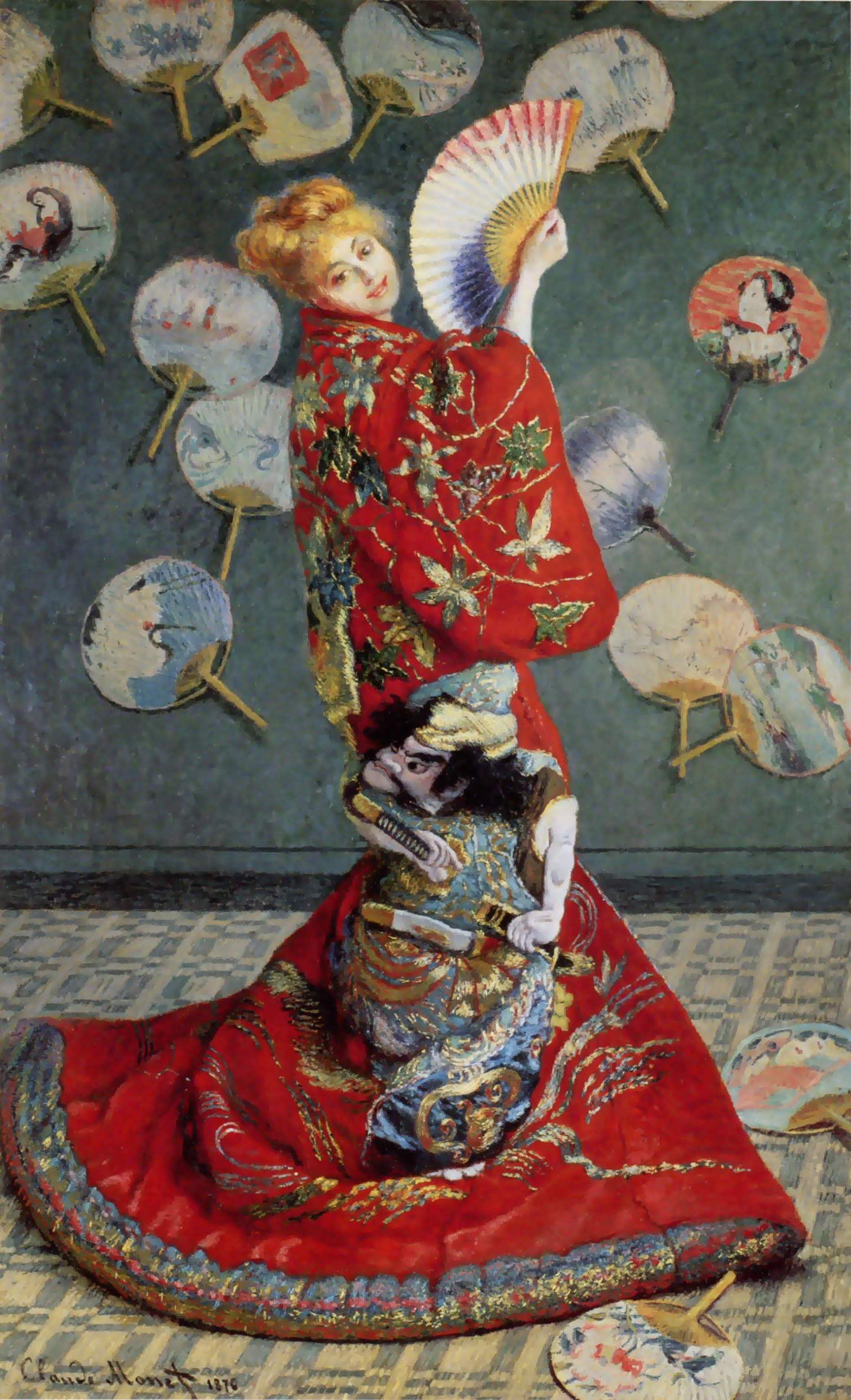
Claude Monet Madame Monet japán jelmezben, 1875

A japonisme más néven japonaiserie (vö. chinoiserie, turquerie), japánul ジャポニスム (dzsaponiszumu), magyarul japonizmus. A fogalom magába foglalja a japán művészet, divat és esztétika hatását és befolyását az egész nyugati kultúrára. Az az „egzotikus” megújulás, amelyet Japán 1850-60-as évekbeli „megnyitása” (Matthew C. Perry) tett lehetővé, amikor is japán műtárgyak (elsősorban fametszetek) tömege áramlott át Európába és Amerikába, maradandó hatást gyakorolva a preraffaelitákra, az impresszionistákra, a posztimpresszionistákra, sőt a szecessziós festőkre is, lásd például Monet: La Japonaise, Van Gogh: Tanguy apó arcképe, Gauguin: Jákob viaskodása az angyallal, melynek merész színfoltjai, egydimenziós volta Hirosigét idézik, Degas: A tükör előtt, melynek részlettémája Kitagava Utamaro Haját igazító nőjét visszhangozza, Klimt: Beethoven-fríz, amely a nókosztümökét, vagy Pierre Bonnard: Nő kockás ruhában, amelyen a kockás ruha és a vonalas háttér Utagava Kuniszada Nő szélcsengőkkel című metszetének egyenes hatását tükrözi. A japonisme később a nyugati zenére (Puccini: Pillangókisasszony), építészetre (pagodák, „szaletlik”, kerti díszek) és irodalomra (haiku, színház, Csúsingura) is átterjedt, noha sokkal felszínesebben.
A francia japonisme kifejezést először 1872-ben használta Jules Cleretie a L’Art Français című könyvében és a Japanisme III. La Renaissance Literaire et Artistique című művében Philipp Burty. Franciaországban a japonisme kifejezés főként egy különleges francia stílusra vonatkozik, mely többnyire a képzőművészetekben jut kifejezésre 1864-től, míg Angliában a kezdetektől fogva leginkább az iparművészetet befolyásolta. Ezt reprezentálja az első 1862-ből fennmaradt bútordarab angol-japán stílusban, még ha az angol-japán terminus már 1851-től használatban volt.
Az 1860-as évektől kezdve a japán fametszetek, köztük az ukijo-e, valamint a fazekas-, fém-, lakk- és bambuszmunkák jelentős inspirációforrássá váltak sok európai impresszionista festő számára leginkább Franciaországban, de másutt is. Végső fokon a szecesszió irányzatában, az expresszionizmusban és a kubizmus mozgalmában is kifejtették újító hatásukat. A művészekre különösen hatással volt a perspektíva hiánya és a homály, az erőteljes színezetű lapos felületek s a kompozíciós szabadság, gyarapítva a központon kívül, háttérben rézsútosan elhelyezett témával.

## Külföldi japonizmus

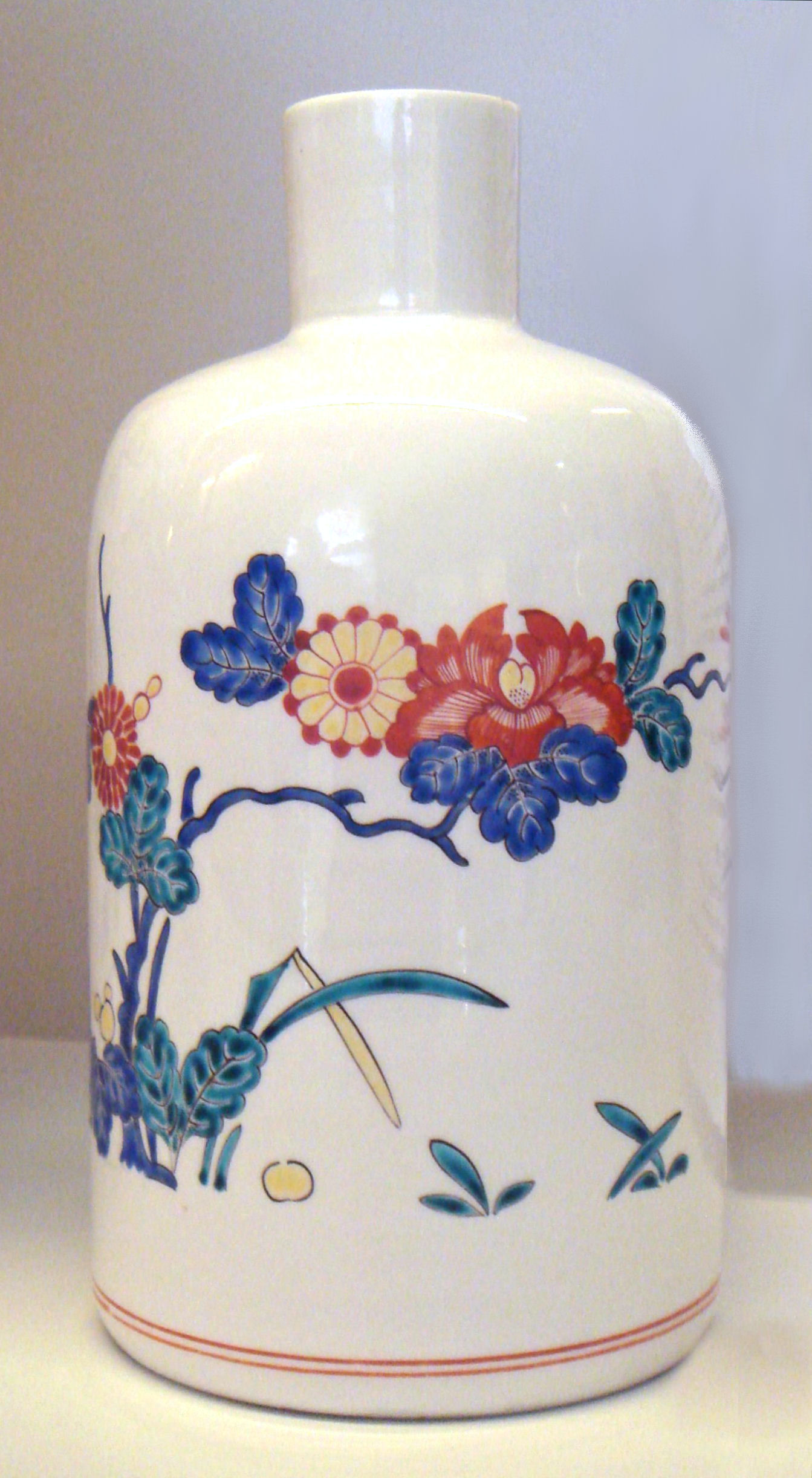
Chantilly porcelán (1730-1735)

### A japonizmus kialakulása a 17. és 18. században
A 17. század végétől kezdve Szaga prefektúra Arita városából kerámiát exportáltak Európába, ahol ennek nagy sikere volt. Bár szűkebb körben, de a japán lakktárgyak is fokozatosan elterjedtek. A kék és fehér porcelánt az importálás után Európában is elkezdték másolni és sokszorosítani. Ugyanígy utánozták a jellegzetes japán porcelán stílusokat, mint például a Kakiemon stílust, mely Európa szerte elterjedtté vált, főként a rokokó idején. Ebből született meg többek között Németországban a meisseni porcelán, valamint Franciaországban a chantillyi porcelán, melyek mind a mai napig nagy hagyománnyal rendelkező porcelánkészítő műhelyek.
A hatalmas láz ellenére azonban nem az összes Japánból érkezett stílus vált ennyire közkedveltté és befolyásossá a művészek körében, így a 18. században például csupán egy maroknyi japán eredetű növény akadt az angol és holland kertekben, valamint a japán kertépítés, textilgyártás és a japán fametszetek sem váltak világszerte közismertté.

### A 19. század fejleményei
Az 1848-tól 1854-ig tartó korszak alatt, több mint 200 év elzárkózottság után, különféle nemzetiségű külföldi kereskedőhajók újfent elkezdték látogatni a japán szigetországot. Az 1868-as Meidzsi-restaurációt követően Japánban véget ért a hosszan tartó nemzeti elszigetelődés és az ország ismét nyitottá vált a nyugati árubehozatalra. Majd szépen sorjában Európát és Amerikát is meghódították a japán kerámiák, ukijo-e alkotások, textíliák, bronztárgyak és egyéb műalkotások.
A japonizmus Párizsban kezdődött azzal, hogy a japán műtárgyak gyűjtése divattá vált, főként az ukijo-e alkotások iránt nőtt meg még inkább a kereslet. 1856 körül a francia festőművész, Félix Bracquemond a japán képzőművész, Kacusika Hokuszai Manga metszetsorozatának másolatával először nyomdászának, Auguste Delâtre-nek műhelyében találkozott. A vázlatfüzet Delâtre műhelyébe nem sokkal azután érkezett, hogy a japán kikötők 1854-ben megnyíltak a világ felé, így alkotásaik még nem igen voltak ismertek. Felfedezését követő években a japán nyomatok iránti érdeklődés megnőtt, kuriózumokat árusító boltokban, teaházakban, és nagyobb üzletekben is árulták.
1860-ban és 1861-ben fekete-fehér ukijo-e reprodukciók voltak már feltüntetve Japánról szóló könyvekben. Baudelaire 1861-ben írta egy levelében: „Még jó múltkor kaptam egy csomag japán tárgyat. Szétosztottam őket a barátaim között…” 1862-ben Párizsban a rue de Rivoli üzletsoron nyílt meg a La Porte Chinoise, amely különböző japán és kínai árucikkeket forgalmazott, az üzlet James Abbott McNeill Whistler, Édouard Manet és Edgar Degas érdeklődését is felkeltette.
Ami a japán képzőművészetet illeti, Anglia is hamarosan ugyanolyan jelentőssé vált, mint Párizs, és ez az előrelépés leginkább James Abbott McNeill Whistlernek tulajdonítható. Whistler szép gyűjteményre tett szert Párizsban való tartózkodása alatt, mielőtt 1859-ben Angliába utazott. Az országban a japán művészet tanulmányozásának és árusításának intézményesítése már 1852-ben kezdetét vette.
A hagyományos és lapos díszítés használata a japán művészet egy alapvető eleme, ez volt Owen Jones A díszítés nyelvtana (1856) című munkájának egyik témája. A képzőművészetnél az iparművészet sokkal inkább vált az egyes japán művészi alapelvek által befolyásolttá, így besorolást nyert az angol-japán stílus fogalma, elkülönülve a francia japonisme-tól.
Braquemond klasszikus ukijo-e mesterművekkel való kezdeti kapcsolata ellenére, az 1860-as, 1870-es években nyugaton a kortárs japán művészek által készített metszetek iránt volt nagy kereslet. Mindazonáltal Utavaga Hirosige, Kitagava Utamaro vagy Kacusika Hokuszai hamarosan elérték Európát és később hatást gyakoroltak a Toulouse-Lautrec plakátokra vagy van Gogh művészetére, aki másolta őket. Ugyanekkor több amerikai értelmiségi volt azon az állásponton, hogy az Edo-kori metszetek közönséges formái a művészetnek, viszont az egyedisége a kornak, az egyedien csiszolt, vallási, a japán nemzeti örökség részét képező jamato-e, az az képek a Jamato-korból (Szessú és Súbun zen szerzetesek művei), annál jelentősebb.

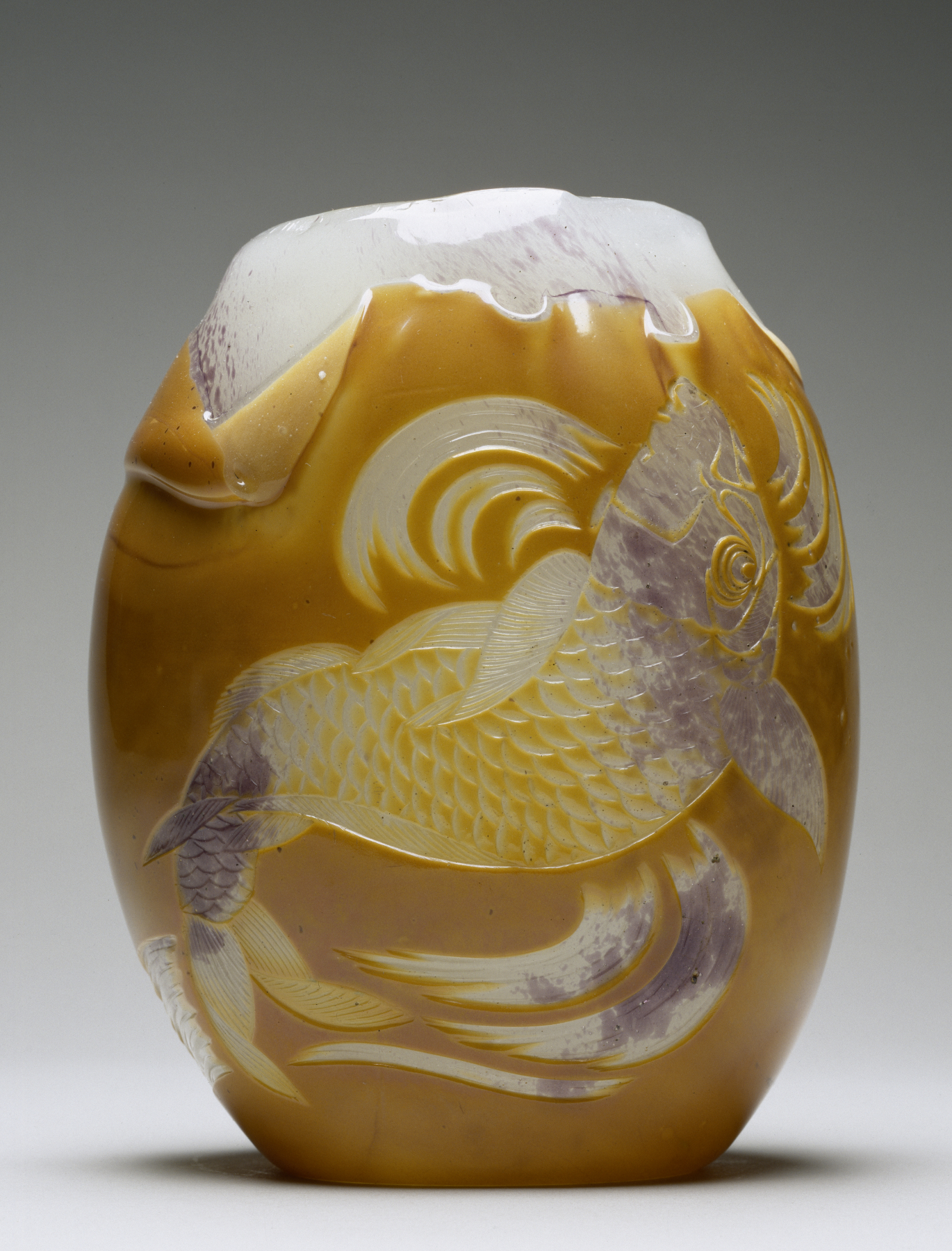
Eugène Rousseau tervezte pontydíszítésű váza

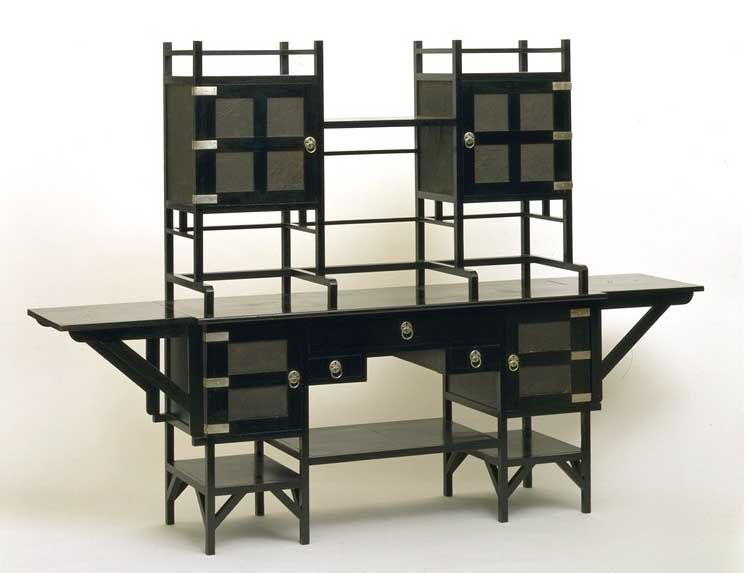
Edward William Godwin japán hatásra több darabot tervezett, egyik tálalója, 1867–70

Angliában az 1862-es londoni világkiállításon a hivatalos japán szekció megalkotója Sir Rutherford Alcock – korábban Edoban brit konzul – volt, aki saját gyűjteményével is bővítette az összeállítást. A kiállítást ma a japán művészet legfontosabb nyugati eseményeként tartják számon. Az angol botanikus, tervező és teoretikus Christopher Dresser (1834-1904) vásárolt árucikkeket ezen bemutató keretein belül, valamint ő volt az egyik olyan tervező, aki kiutazott Japánba (1876-ban a Tiffany & Co. által finanszírozott beszerzési túrán a japán nemzet vendégeként vett részt), és aki rendszeresen népszerűsítette a japán művészetet egész pályafutása során. A beszerzési túra során kerámiák, bronztárgyak és más japán alkotások százait szerezték meg, melyeket visszaszállították 1878-ban a New York-i Tiffany’s-ba, hogy inspirációként szolgáljanak a cég tervező részlegének, többek között az igazgató, Edward C. Moore, „Japanesque” evőeszközkészletéhez, ami az 1878-as párizsi világkiállításon aranyérmes lett az evőeszközök között. A legelső eredeti, egyedi japán stílusú bútordarab, egy ébenfeketére pácolt szék, 1862-ben volt kiállítva az A.F.Bornemann & Co of Bath nemzetközi kiállításon, amelyet Dresser tárt a nagyközönség elé, és amely valószínűleg saját tervezése volt. Ezt követően 1867-től Edward William Godwin is hasonló műalkotásokat mutatott be, beleértve egy tálalót, melynek néhány változata az utókor számára is fennmaradt.
1867-ben a párizsi világkiállításon Japán saját nemzeti pavilonnal reprezentálta magát, valamint rengeteg japán műkinccsel, vagy az azok által ihletett alkotásokkal. Ilyen volt például Félix Bracquemond „Rousseau” asztali készlete. Ez nagyban fokozta a művészek érdeklődését ebben a műfajban. Következésképpen számos japán műkereskedő telepedett meg Párizsban, többek között Tadamasza Hajasi és Iidzsima Haniuro is. A francia gyűjtők, írók és műkritikusok közül néhányan több utat is magukra vállaltak Japánba az 1870-es és 1880-as években, hogy a nyilvánosság elé tárják a japán esztétika mibenlétét. Ez az Edo-korból származó metszetek másolatainak megnövekedett árusításához is vezetett többek között.

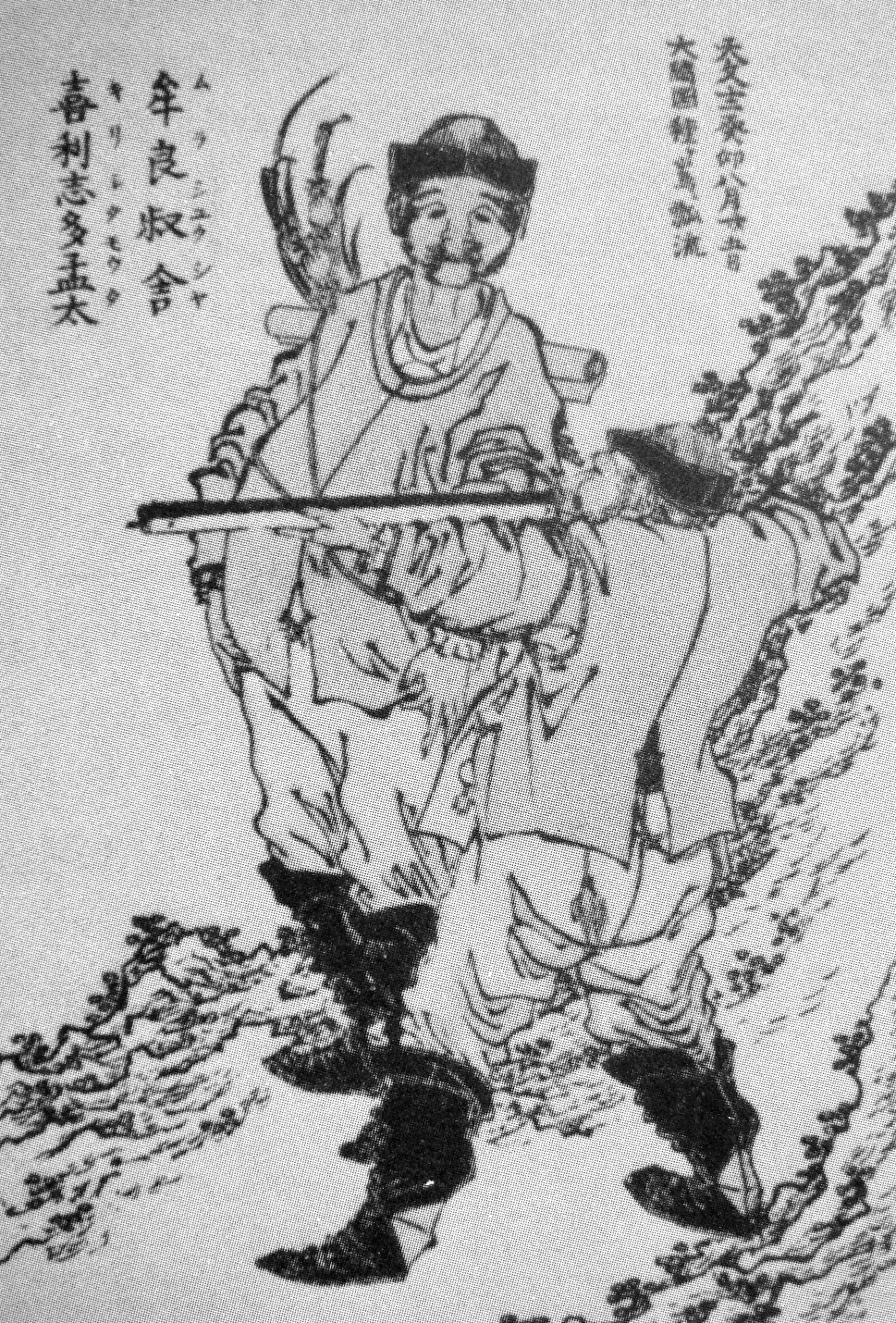
Kacusika Hokuszai Manga metszetsorozatából egy kép

Az 1885-ös Japánba vezető útja után, Pierre Loti 1887-ben kiadta Madame Chrysanthéme című regényét, képet festve ezzel egy tengerésztisztről, aki ideiglenesen házasság útján összekötötte életét egy gésával, míg Nagaszakiban állomásozott. Tehát a japonizmus hatása egészen az irodalomig elért.

### Emil Orlik
Emil Orlik, cseh származású festő, a 19. század végén bejárta Európát, terjesztve a Japánban átélt élményeit, új ismereteit, legfőképp a japán fametszeteket. Így került az Németországba is, ahol hamarosan közkedveltté vált.
Az első jelentősebb keleti témájú kiállítás 1909-ben, Münchenben volt megszervezve „Japán és Kelet-Ázsia a művészetben” címmel.

### Vincent van Gogh és a japán fametszetek

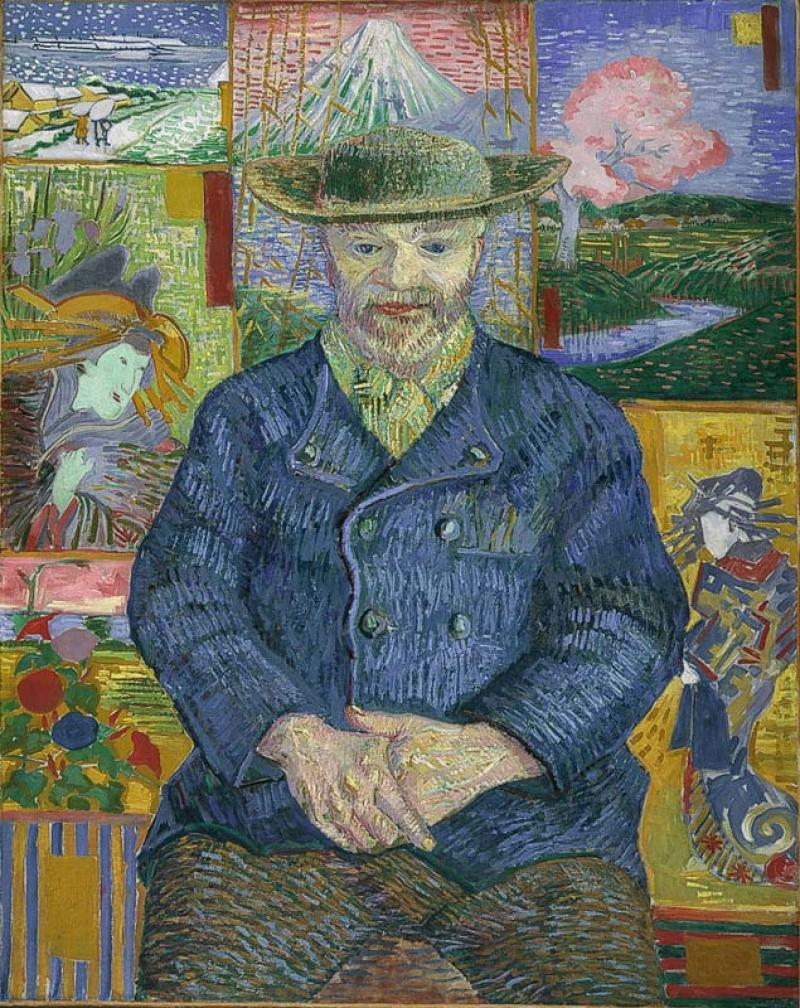
Vincent van Gogh Tanguy apó (1887)

Vincent van Gogh mély érdeklődése a japán fametszetek iránt akkor kezdődött, amikor is Félix Régamey illusztrációit fedezte fel a The Illustrated London News című hetilapban.
Régamey a japán technikát követő fametszeteket készített, és gyakran ábrázolt jeleneteket a japánok mindennapi életéből. Van Gogh Régamey alkotásait használta fel, mint megbízható forrást a japán művészeti technikákról és a japán mindennapok életképeiről. 1885 kezdetén van Gogh áttért a magazinok illusztrációinak gyűjtéséről az ukijo-e technika formáinak megismerésére, és a kis párizsi boltokból szerezte be gyűjteményének egyes darabjait. Ezeket a műalkotásokat megosztotta kortársaival, valamint kiállítást is szerveztek belőlük 1887-ben, Párizsban. Van Gogh Tanguy apó című portréja (1887) a festőfelszereléseket árusító, Julien Tanguy úrról készült. Van Gogh két verzióját késztette el a képnek, és mindkét festmény hátterében a korban divatos japán metszeteket láthatunk. Sok közülük beazonosítható, mint Hirosige és Kuniszada alkotásai. Van Gogh vibráló színekkel töltötte meg alkotását. Úgy hitte, hogy a vásárlókat már nem érdekli többé a szürkés árnyalatú holland festészet, sokkal inkább azok a festmények a kedveltek, melyek gazdagok színekben és kellőképpen modernek. Van Gogh belefoglalta saját munkáiba a színek rezgését, a tónusok felbontását úgy az előterükben, mint a hátterükben, melyet a fadúcos nyomtatásban vélt felfedezni, valamint a fényt, a világos színeket használta korának újdonságaként.
Testvérének írta:
„A tekintet itt módosul, az ember a japánok szemével lát, egészen másként érzi a színeket.”

### Edgar Degas és a japán nyomatok
Az 1860-as években Edgar Degas japán fametszetek gyűjtésébe fogott, a párizsi La Porte Chinoise kis bolt segítségével. Kortársai szintén hamarosan gyűjtőkké váltak, ez pedig nagy inspiráció volt számára. A fametszetek között volt Hokuszai Mangájának egy másolata is, amelyet Bacquemond szerzett meg, miután meglátta Delâtre műhelyében.

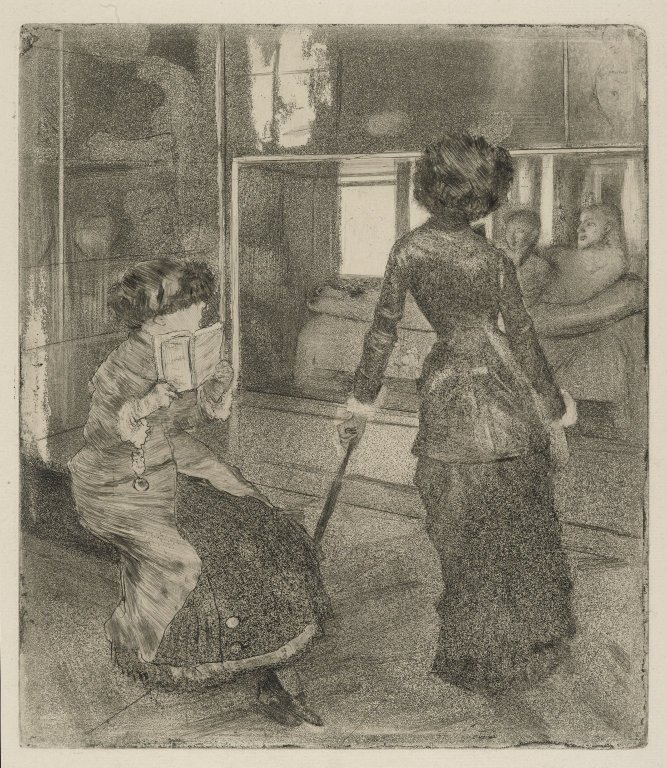
Edgar Degas Mary Cassatt a Louvre-ban (1879-1880)

A japonizmus adoptálása Degas művészetébe körülbelül 1875-re tehető. Gyakran ábrázolt rálátásos módon, többször használt elhagyásokat, átszeléseket. A szélekre eső tárgyaknak, alakoknak kisebb-nagyobb részét mellőzte, képszerkesztése nem kereste a középpontot. Hasonlóan több japán művészhez, Degas fametszeteinek középpontjában is gyakran szerepeltek nők és az ő mindennapi életük. A női alakjainak megszokottól eltérő helymeghatározása és a realitásnak való felszentelődés Degas metszeteiben egy szintre emelte őt olyan mesterekkel, mint Kacusika Hokuszai, Kitagava Utamaro és Szukenobu.
Mary Cassatt a Louvreban című fametszetében fellelhetők közös tulajdonságok a japán alkotásokban és Degas munkájában, melyek leginkább az ábrázolt két alakban, az ülő és az álló hölgyben nyilvánulnak meg. Az alakok elrendezése családias volt a japán fametszeteken. Degas szintén folytatja a vonalak használatát a mélységek kifejezéséhez és elkülöníti a teret a jeleneten belül. Degas legnyilvánvalóbb felhasználása a Hokuszai Manga általi inspirációnak az esernyőjére támaszkodó hölgy.

### James McNeill Whistler és az angol japonizmus
A japán művészek alkotásai az 1850-es évek elejétől kerültek kiállításra Nagy-Britanniában. A kiállítások különféle tárgyak bemutatására is szolgáltak a japán világból, beleértve térképeket, leveleket, textíliákat és a mindennapi élethez szükséges tárgyakat. A kiállítások a nemzeti önérzet forrásai voltak és hozzájárultak egy különálló japán identitás kialakulásához.

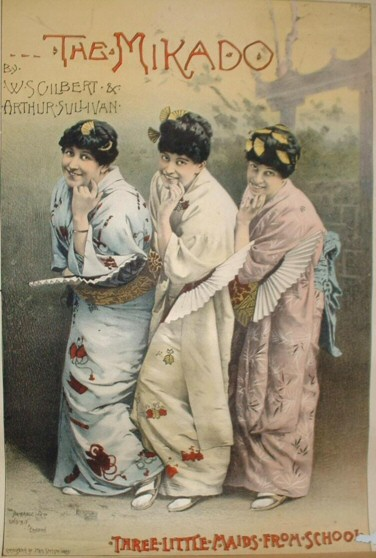
Arthur Sullivan: A Mikádó című opera 1885-ös reklámplakátja

James Abott McNeill Whistler egy amerikai származású művész volt, aki elsősorban Angliában dolgozott. A 19. század utolsó évtizedeiben Whistler fokozatosan elutasította a kortársai által kedvelt realisztikus ábrázolásmódot a festészetben. Helyette egyszerűségre, őszinteségre és szakmai sajátosságra talált a japán esztétikában. Ahelyett, hogy konkrét, jellegzetes japán művészek és mesterek alkotásait kezdte volna el lemásolni, Whistler az általános japán tagoltság és elrendezés folyamatainak befolyása alatt állt, melyet sikeresen integrált munkáiba. Ezért tartózkodott japán tárgyak ábrázolásától festményein, helyettük inkább beállított alakokat használt, hogy az egzotikum érzékét észleltesse.
A Ladik (The Punt, 1861) című alkotása bemutatja az aszimmetrikus kompozíciók iránti érdeklődését. Ez a stílus bár még jó tíz évig nem tett szert népszerűségre kortársai körében, ez sajátos jellemzője volt a korai ukijo-e művészetnek.

### A japán kertépítészet

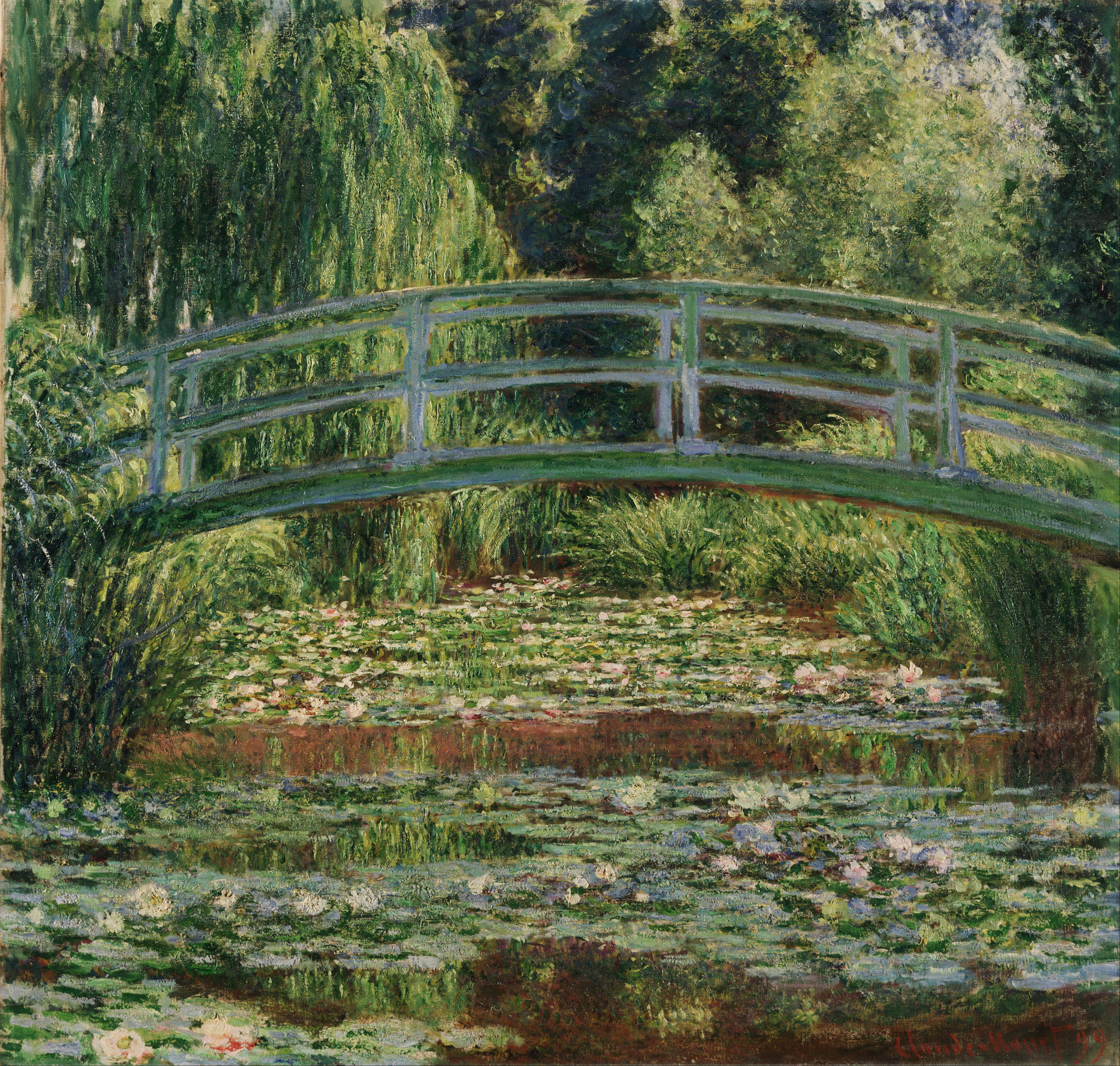
Claude Monet Híd a vízililiomos tó felett

A japán kertek esztétikai sajátosságait a nyugati világnak Josiah Conder mutatta be a Tájkertészet Japánban (1893) című művében. Conder brit építészként külföldi tanácsadó szerepét töltötte be a meidzsi-kori Japánban. Őt tartják a „modern japán építészet atyjának”. Műve ihlette az első japán kertet nyugaton. A második kiadás 1912-ben, a nagy kereslet miatt jelent meg.

### Japán művészet és kultúra hatása alá került művészek
| Művész neve               | Születési éve | Halálának éve | Nemzetisége | Stílus                                                     |
| James Tissot              | 1836          | 1902          | francia     | zsánerfestészet, realizmus                                 |
| James McNeill Whistler    | 1834          | 1903          | amerikai    | realizmus, impresszionizmus                                |
| Édouard Manet             | 1832          | 1883          | francia     | realizmus, impresszionizmus                                |
| Claude Monet              | 1840          | 1926          | francia     | impresszionizmus                                           |
| Vincent van Gogh          | 1853          | 1890          | holland     | poszt-impresszionizmus                                     |
| Edgar Degas               | 1834          | 1917          | francia     | impresszionizmus                                           |
| Pierre-Auguste Renoir     | 1841          | 1919          | francia     | impresszionizmus                                           |
| Camille Pissarro          | 1830          | 1903          | dán-francia | impresszionizmus, poszt-impresszionizmus                   |
| Paul Gauguin              | 1848          | 1903          | francia     | privatizmus, poszt-impresszionizmus                        |
| Henri de Toulouse-Lautrec | 1864          | 1901          | francia     | poszt-impresszionizmus, szecesszió                         |
| Mary Cassatt              | 1844          | 1926          | amerikai    | impresszionizmus                                           |
| William Bradley           | 1801          | 1857          | brit        | portréfestészet                                            |
| Aubrey Beardsley          | 1872          | 1898          | brit        | esztétizmus, szecesszió                                    |
| Arthur Wesley Dow         | 1857          | 1922          | amerikai    | Arts and Crafts Revival, japán stílusú nyomtatás           |
| Alphonse Mucha            | 1860          | 1939          | cseh        | szecesszió                                                 |
| Gustav Klimt              | 1862          | 1918          | osztrák     | szimbolizmus, szecesszió                                   |
| Pierre Bonnard            | 1867          | 1947          | francia     | poszt-impresszionizmus                                     |
| Frank Lloyd Wright        | 1867          | 1959          | amerikai    | Prairie iskola                                             |
| Charles Rennie Mackintosh | 1868          | 1928          | skót        | szimbolizmus, Arts and Crafts, szecesszió, Glasglow-stílus |
| Louis Comfort Tiffany     | 1848          | 1933          | amerikai    | ékszer tervező                                             |
| Helen Hyde                | 1868          | 1919          | amerikai    | japán stílusú nyomtatás                                    |
| Georges Ferdinand Bigot   | 1860          | 1927          | francia     | rajzfilm                                                   |

## Magyar japonizmus
A 19. század végén és a 20. század elején kezdődött meg Magyarországon is a japán kultúra művészetekre gyakorolt hatása. Inspirációként szolgált megannyi művész számára, csúcspontját pedig 1900 után érte el, egyidőben a francia impresszionisták, illetve Cézanne és Gauguin műveinek kiállításával, az új festészeti irányzatok hazai térnyerésével. Bár Nyugat-Európa egyes országaiban több elemzés és kutatás született a japonizmus terén, a kor Magyarországára ez nem volt jellemző. A világkiállításokat, különösen az 1873-as bécsit követően egyszeriben megnövekedett az érdeklődés a keleti kultúra és művészet iránt. Az egyes lakberendezési és használati tárgyak, melyek addig egzotikumnak számítottak, fokozatosan megjelentek és elterjedtek a jómódú polgári otthonokban. Japán bútorok, legyezők, paravánok bővítették a berendezést. A nagypolgári otthonokban hamarosan megszokottá váltak a keletről származó maszkok, paravánok, legyezők, porcelánok, lampionok. A kimonó és a japán kosztümök viselete a jelmezbálok elengedhetetlen részévé vált.

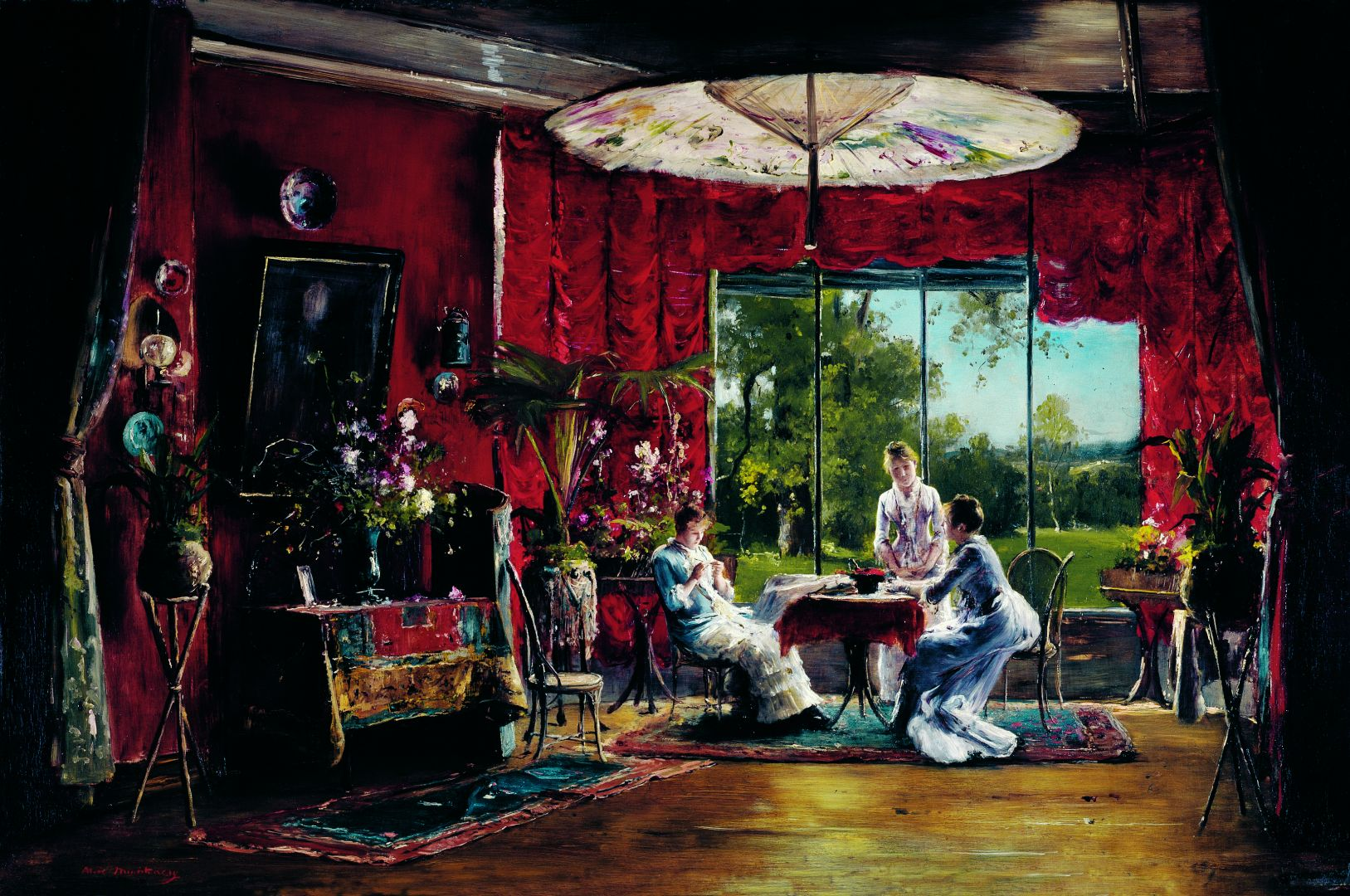
Munkácsy Reggeli a nyaralóban

Bár kisebb számban, mint az angol és francia művészek alkotásain, de Magyarországon is egyre több festményen jelentek meg a japán divatot tükröző tárgyak, ilyen volt elsők között például a Párizsban élő Munkácsy Mihály Reggeli a nyaralóban címet viselő enteriőrje. A hazai tehetősebb polgári körök ízlésvilágának megfelelően Margitay Tihamér több alkotásának hátterét ékesíti egy-egy szekrény, paraván, esetleg egy női kézben tartott legyező.
A festők műtermeiben egyre több keletről származó tárgy tűnt fel, például fametszetek, ernyők. Gyűjtésük, szintúgy mint nyugaton, itthon is divattá vált. Csók István fametszetek lenyűgöző gyűjteményével rendelkezett, valamint festményein is megörökített japán bútorokat.
A japán fametszetek egyik típusa, az ukijo-e tiszta színvilága, árnyalatmentessége, az erős kontúrozás, és a természeti formák leginkább a szecessziós mesterekre gyakoroltak nagy hatást. A művészek intenciója és a helyi hagyományok is meghatározták, hogy a jellegzetes japán díszítő motívumok közül melyeket használták: a geometrikus mintát vagy a hullámzó, dinamikus vonalat. Az orientalista festők leíró ábrázolásaival szemben a japonizmust képviselők az egzotikus elemeket a japán metszetek formai jegyeit felhasználva dolgozták fel. A jeles magyar utazók közül gróf Zichy Ágost tanulmánya már a századforduló művészeti, iparművészeti reneszánszát érintő kérdéseket is felvetett, így kiemelte, hogy a japánok tárgyművészete az életet szolgálja, s a társadalom minden rétegét érinti. Fülep Lajos értékelése szerint: az európai művészet „megtermékenyült, meggazdagodott, felfrissült, új területeket hasított magának, de nem vedlett ki eredeti mivoltából, ellenkezőleg, magához hajlította azt, amiért le kellett volna térnie útjáról”. A japonizmus tehát nem egy leigázó, ellentéteket kiemelő szemlélet, hanem egymást keresztező, átszövő, inspiráló találkozásokról van szó.
Más európai kollekcióktól sem volt túlságosan eltérő a magyar. Az egyes gyűjtemények jelentős mennyiségű lakk- és porcelántárgyat tartalmaztak. A magyarországi muzeológia is hamar felismerte az ebben rejlő fantáziát és jelentőséget, Radisics Jenő, az Országos Magyar Iparművészeti Múzeum munkatársa, későbbi igazgatója, 1888-ban felvette a kapcsolatot Siegfried Binggel, a japán művészet legismertebb gyűjtőjével, terjesztőjével, illetve az 1900-a világkiállításon több japán művet is vásárolt.
Az 1869-ben létrejött kereskedelmi, hajózási és barátsági szerződés után bontakozott ki Japán és az Osztrák-Magyar Monarchia közötti kapcsolat. Xántus János kelet-ázsiai küldetése jelentős volt a gyűjtemény gazdagítása szempontjából. Bár viszonylag kevés forrás áll rendelkezésre, de egyre több adat bizonyítja, hogy a 19. század végétől már a magyar művészek is vásárolták a művészetre oly nagy hatással bíró japán fametszeteket, de csak egynéhány jelentősebb képviselő esetében feltételezhető, hogy formanyelvét közvetlenül befolyásolta.
Kialakult az érdeklődők és a keleti kultúra hatásköre alatt állók széles köre. Az egyik legismertebb gyűjtő, Hopp Ferenc az Andrássy úti villájában több mint kétezer japán tárgyat gyűjtött össze. Ebből a gyűjteményből jött létre a nevét viselő Kelet-ázsiai Művészeti Múzeum 1919-ben. A Magyarországon fennmaradt gyűjteményeken kívül Délvidéken és Erdély vonatkozásában is felmérték a japán tárgyaknak a metszetekre is kiterjedő gyűjtését.
Az oktatásban is hamar felhasználták a metszeteket. A mai Képzőművészeti Egyetem elődjének könyvtárában 1888-tól több a Meidzsi-korból fennmaradt japán fametszetet tartottak számon, valamint Kacusika Hokuszai és Utagava Hirosige néhány sorozatát. Rippl-Rónai József volt az a művészek közül, aki a metszetek népszerűsítésében nagyon is az élen járt. Első magyarországi kiállításán, 1900-ban japán és kínai rajzgyűjteményét, valamint saját műveit mutatta be a Royal Szállóban. Ezzel úttörő szerepet játszott a japán és kínai művészet értékelésében, bemutatásában.
Az első hazai japán fametszet-gyűjteményt bemutató kiállításra Budapesten a Szépművészeti Múzeumban, 1908-ban, majd 1910-ben került sor. A gyűjteményt Vay Péter, címzetes püspök, állami megbízásra hozta létre. Nyugat-Európához képest tehát a gyűjtőmunka megkésett kissé, de ennek ellenére számos jelentős alkotás került Magyarországra. Rippl-Rónai József nyitotta meg a kaposvári tárlatot is 1910-ben, mely Vitéz Miklós és Kozma Lajos gyűjteményéből jött létre. 1911-ben a Művészház Keleti kiállításán Rippl-Rónai, Kozma Lajos, Vitéz Miklós és Brummer József anyagát állították ki. Itt a legnagyobb számban japán művek szerepeltek, de mellettük koreai, kínai és perzsa miniatúrák is helyet kaptak többek között. A Műcsarnok 1909-es nemzetközi grafikai kiállításán japán szobával is szolgáltak a műkedvelőknek, ezzel is bemutatták és népszerűsítették a japán enteriőr specifikus kialakítását.

### Székely Bertalan

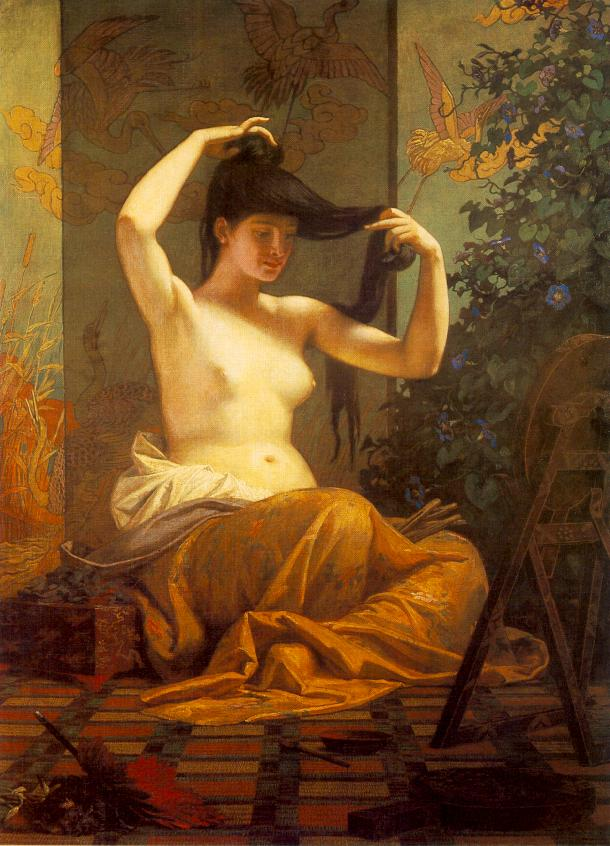
Székely Bertalan Japán nő

Székely Bertalan Japán nő című, 1871-től festett művén az orientalizmus és a japonizmus néhány formai eleme egyedi módon ötvöződik. A festményen számos japán tárgy szerepel, a fennmaradt vázlatkönyvei alapján Székely tanulmányozta az Európában legnépszerűbb japán művész, Hokuszai Mangáit is. Székely Bertalan vázlatai szerint a Manga ötödik kötetéből másolt le egy nőalakot, azonban a nő előtt álló főpap figuráját lehagyta róla.
Akárcsak sokan előtte a kortársak közül, ő maga is egy európai nőt festett le japán környezetben. A kor egyik legnépszerűbb lapjában, a Vasárnapi Ujságban is megjelent egy illusztráció, amely egy száját festő japán nőt ábrázol egy daruval és növényekkel díszített paraván előtt ülve.
A Japán nő alakja romantikus képet idéz, de ihletet adhattak azok a metszetek is, melyek szépítkező nőket örökítenek meg félmeztelenül, vagy éppen szétnyíló köntösben. A haját feltűzni készülő nőalak plasztikus megformálásában új, dekoratív összhang is fellelhető: a felemelt jobb kar, a lepelbe burkolt jobb térd a bal lábfejjel együtt S-vonalat ír le. A modell egységes hatást keltő hosszú, fekete haja szintén artisztikus ívet formál. A szobában vagy verandán ülő hölgy körüli tárgyakat többen is próbálták meghatározni, 1999-ben Székely-kiállításának katalógusában megjelent róla egy lista, mely összevetette a magyar gyűjteményekben levő tárgyakat a festményen láthatókkal. A festmény átmenetet képvisel, bár ő sem japán nőt ábrázol, inkább a keleti művészet „óvatos újításáról” beszélhetünk. Festményét a nyugati és keleti, egymástól eltérő ábrázolásmód kiegyensúlyozza.
Székelyt a metszetek színvilága sokáig foglalkoztatta, ezt bizonyítják feljegyzései, valamint fennmaradt vázlatai, melyeket japán előképek alapján készített.

### Rippl-Rónai József

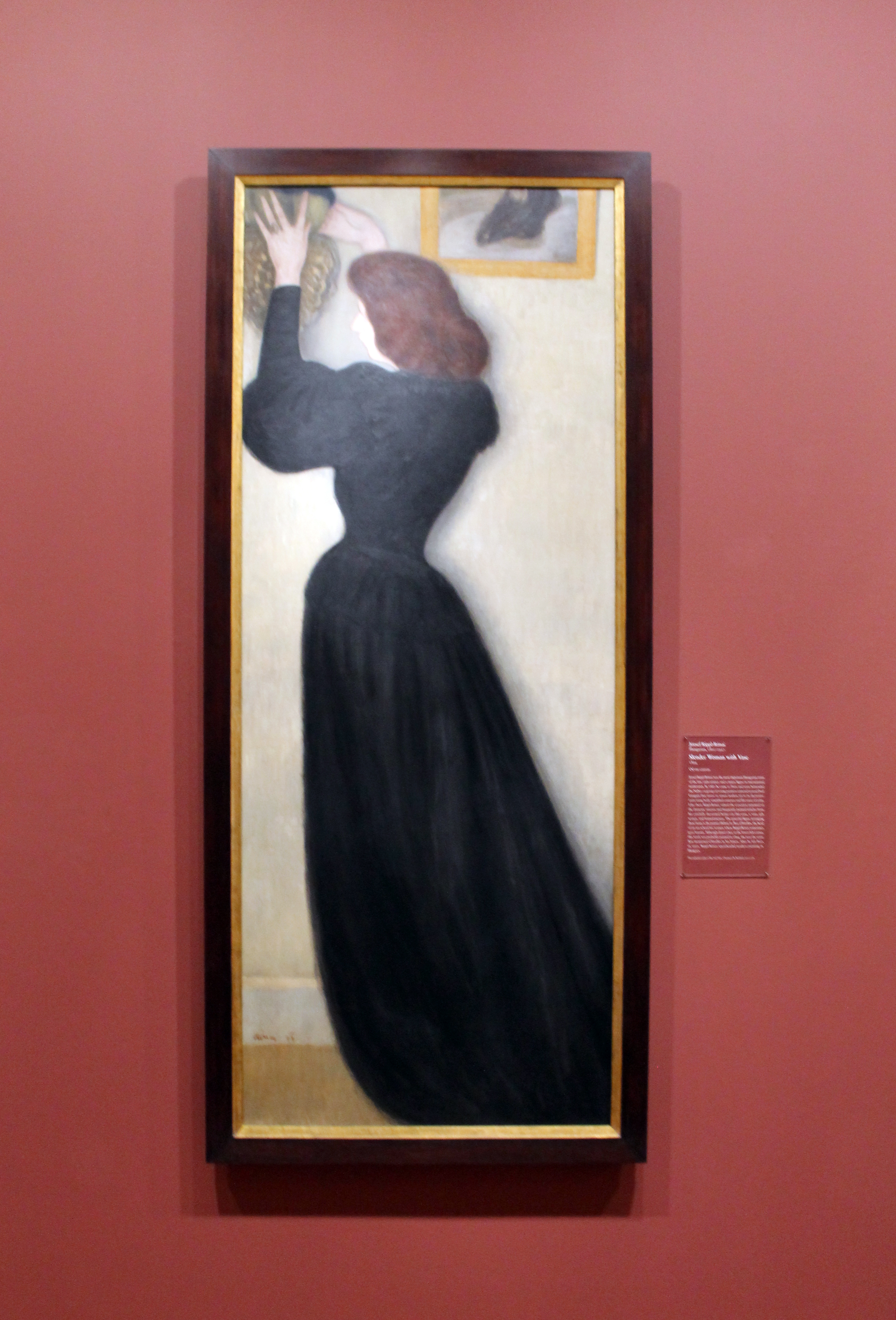
Rippl-Rónai József Karcsú nő vázával

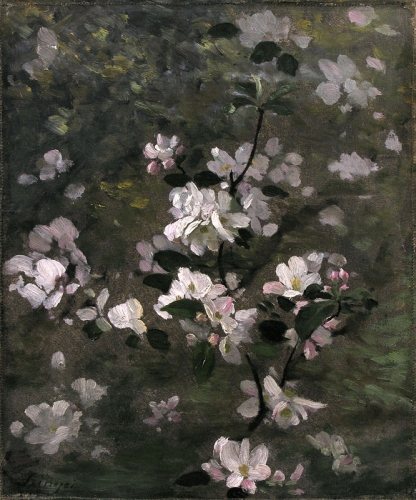
Szinyei Merse Pál Almavirág (1894)

A magyar alkotók, akárcsak a lengyel, cseh és osztrák művészek, többnyire Párizsban ismerkedtek meg a japonizmussal, s később ezt közvetítették a hazai művészeti színterek felé. Így volt ez Rippl-Rónai esetében is, aki később minden egyes útja során ellátogatott a Guimet Múzeumba, amelyik az egyik leggazdagabb keleti gyűjteménnyel rendelkező múzeum a világon. Rippl-Rónai Józsefben a nabik, a francia szecesszió és a japonizmus mesterei is rokonlelket láttak. Nem véletlenül merülhet fel a kérdés, hogy Bing 1890-ben szervezett nagyszabású fametszet kiállításának köszönhetően figyelhető-e meg Rippl-Rónai festészetében az 1890-es évek elején bekövetkezett fordulat.
A festő „fekete korszaka” James Abbot McNeill Whistler hatását mutatja, amikor is a Kalitkás nő és a Karcsú nő vázával című remekműveit alkotta meg. A legjaponizálóbb a Karcsú nő vázával (1894), amelynek légies nőalak modellje Heléne Le Roy d’Étiolles festőnő volt. Finom, felnyúló mozdulatát, testének sziluettjét akár japán fametszet is ihlethette. Enteriőrt ábrázoló alkotásainak gyakori és kedvelt motívuma a szobájában levő kandalló ékét képező „intenzív kék japáni váza” is. Rippl-Rónai jó ízléséről árulkodott a lakásában összegyűjtött megannyi japán és kínai eredetű tárgy és műalkotás. „Itt voltak a meleg-szürke szoba-falakra kifeszítve Szessú régi japán művész tussal csinált ecsetrajzai, melyeket Mme Leroi d’Étiolles-nak férje hozott Japánból.” „Én és környezetem sokat tudunk azoknak kevés, de mindig helyükön levő vonalaiból kiolvasni” – írt a tusrajzokról.
A képek lényegi vonását ragadja meg, egy-egy karakteres színt használva, néhány vonallal alkot. A feketének, melyet az impresszionisták nem tartottak színnek, kiemelt szerepe volt Rippl-Rónai kompozícióiban, akárcsak a fametszetek esetében.
A Kalitkás nő (1892) című festménye sötét szobabelsőt ábrázol, a háttérben homályban lévő, alig észrevehető kanapéval és székkel. Egyedül csak a nő arca és keze világos, illetve a kezében tartott kalitka válik zöldes-kékes színfolttá a sötét háttér előtt. A nőalak arca pasztellportréinak könnyed, illanó szépségét előlegezi. A madárszárnyhoz hasonló, súlytalan, kecses kezei japán fametszeteket idéz.
Rippl-Rónai paravánokat és üvegablakterveket, valamint hímzéseket is készített.
Rippl-Rónai japonizmusának csúcspontját az általa kiadott Les Vierges című kötet grafikáiban érte el. Ezeken sétáló, olvasó, gyümölcsöt szedő fiatal hölgyeket látunk. Nyugalmat, csendet, intimitást, a természettel való harmóniát sugallnak. A vonaljáték és a szinte árnyak nélküli színek befelé forduló lelkiállapotot közvetítenek.
Emlékezéseiben írja, hogy Szinyei Merse Pál hozzá hasonlóan lelkesedett a japán művészetért. Szinyei valószínűleg csak hazánkban ismerkedett meg a japonizmussal, kiállításokon vett részt, gyűjtőkkel ismerkedett. Alkotásaiban mégis remekül tükröződnek a fametszetek hatásai. A Hinta (1869), a Ruhaszárítás (1869) és a Majális című (1873) műveiben úttörő műveket alkotott. Almavirág (1894) című munkája a japán fametszetekre emlékeztet, ahogy egyetlen virágot vagy fát kiemel a többi közül.
Rippl-Rónai mellett még Vaszary János volt a legfogékonyabb az újítások befogadására.

### Jellegzetes képtípusok
Kép-a-képben: Karlovszky Bertalan: Nő mandolinnal, Nagy Sándor: Kucsmás önarckép, Rippl-Rónai József: Önarckép, Zádor István: Feleségem arcképe (a háttérben jamato-e stílusú képek láthatóak)
Nő kimonóban: a japán ruhába való öltözés nálunk is elterjedt. A festők eleinte európai nőket ábrázoltak a tradicionális japán öltözetekben, később japán nőket is megörökítettek. A japán divatot nagyban növelték és erősítették a japán témájú színpadi művek, táncok.
Stilizált természetábrázolás: a korábban csendéleti témának számító virágcsokrokból hamarosan japános virágábrázolások születtek. Tichy Kálmán: Gránátalmaág című alkotása is ennek példája. Széles körben elterjedt a fa- és virágábrázolás. A krizantém japán virágnak számított, s a virágzó fa motívumát önmagában is japonizálónak tartották. A „barack- és cseresznyevirág az ifjúság jelvénye, a kék akác vitorlásszirmú fürtje pedig a szerelem és a boldogság virága” – írta Czakó Elemér. A felfogás eltérését így látta: „mi csokorra kötjük a virágot s színtömegbe olvasztjuk a szirmokat, a japán ember pedig egy szálat helyez el egy vázába és abban az egy szál virágindividuumban leli örömét.”
A buddhizmus nyomai: a nyugati gondolkodás és civilizáció válsága számos művészt a keleti vallások tanulmányozására késztetett. A modernizmus hívei és a hagyományt kereső mesterek esetében a buddhizmus és buddhista világfelfogás megismerése hívogató volt. A magyar kutatók munkásságára is hatással volt. Ezen a területen még jobban összefonódott az indiai és kínai művészetet magába építő Japán hatása. Felvinczi Takács Zoltán tanulmányaiban elemezte a művészet és a buddhizmus kapcsolatát, illetve a kínai és japán művészet alapvető különbségeire is felhívta a figyelmet.
Mednyánszky László a buddhizmussal egyszerre ismerkedhetett meg japán fametszetekkel, melyek szinte észrevétlenül épültek be munkásságába. Kedvelt témái közül a sziklák, vízesések, patakok, virágba boruló fák, bokrok a japánok fő témái is voltak, akárcsak a változó évszakok szépségének megragadása. Tájképei többségén nincs emberi alak, a tájat láthatatlan erők hatják át.
Könyvillusztráció: az iparművészet mellett még a könyvillusztrációban és a plakátművészetben volt a leginkább kivehető a japonizmus hatása. Mivel a szecessziós mesterek az egységes könyvoldal kialakítására törekedtek, a japán írás képszerűsége erősítette a japán motívumok használatát. „A kínai és japáni művészi ábrázolás azon kívül, hogy tiszta művészi emóciókat idéz fel, lényegében intellektuális közlési forma, vagyis írás” – fogalmazott Felvinczi Takács Zoltán. A Japán témájú könyvekben eleinte eklektikus stílusú illusztrációk szerepeltek. A kalligrafikus rajz leginkább Sassy Attilára volt hatással. A japán sablonok művészete nem csak az illusztrációkra, hanem magának a könyv egészének tervezésére is kihatott.
A plakát volt az a műfaj, amely szinte teljesen átvette a japonizmus dekorativitását. Szinte minden jeles plakátrajzolónál, Bíró Mihálytól Faragó Gézáig, találunk erre utaló vonásokat. Leginkább Faragó Géza használta fel ezeket a stíluselemeket Mosonyi-Pfeiffer Hellman egyik plakátján: Parádi gyógyvíz (1899).

## Galéria

James McNeill Whistler Porcelánok országának hercegnője, 1863–1865
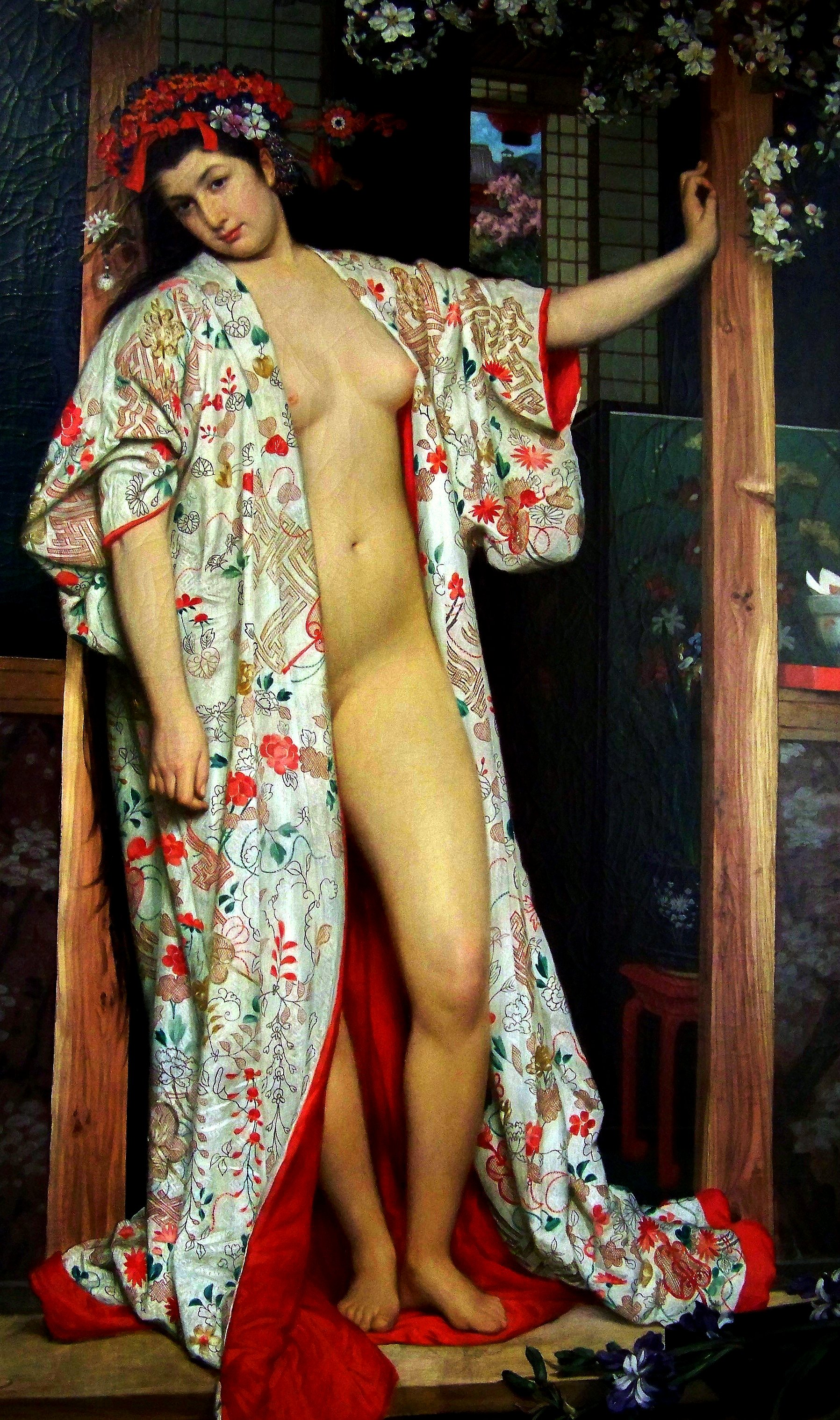
James Tissot Japán nő a fürdőben, 1864
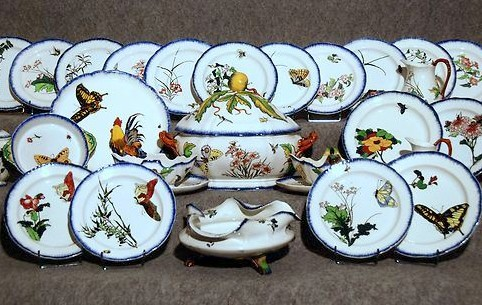
Félix Bracquemond "Rousseau” asztali készlete
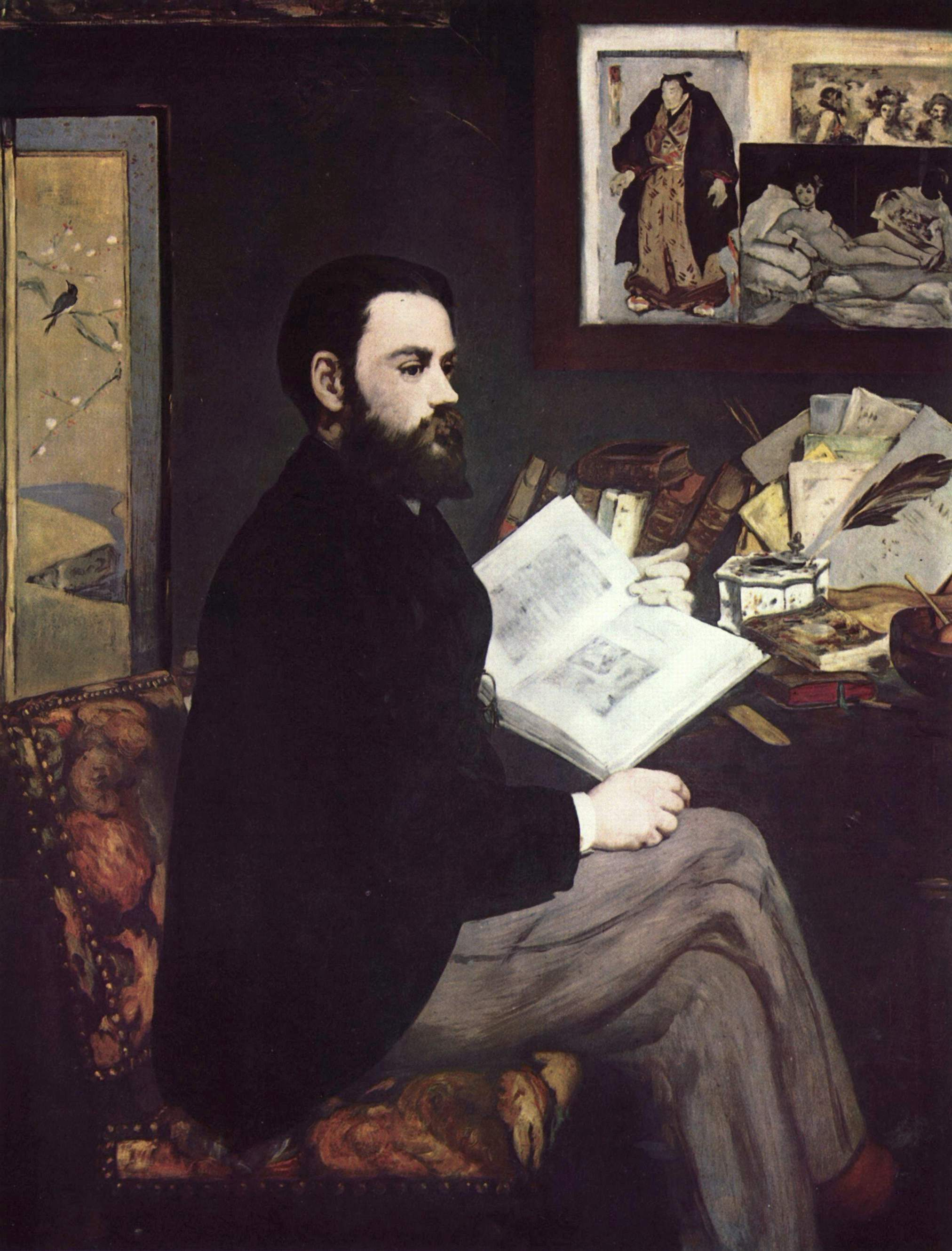
Édouard Manet Émile Zola portréja, 1868
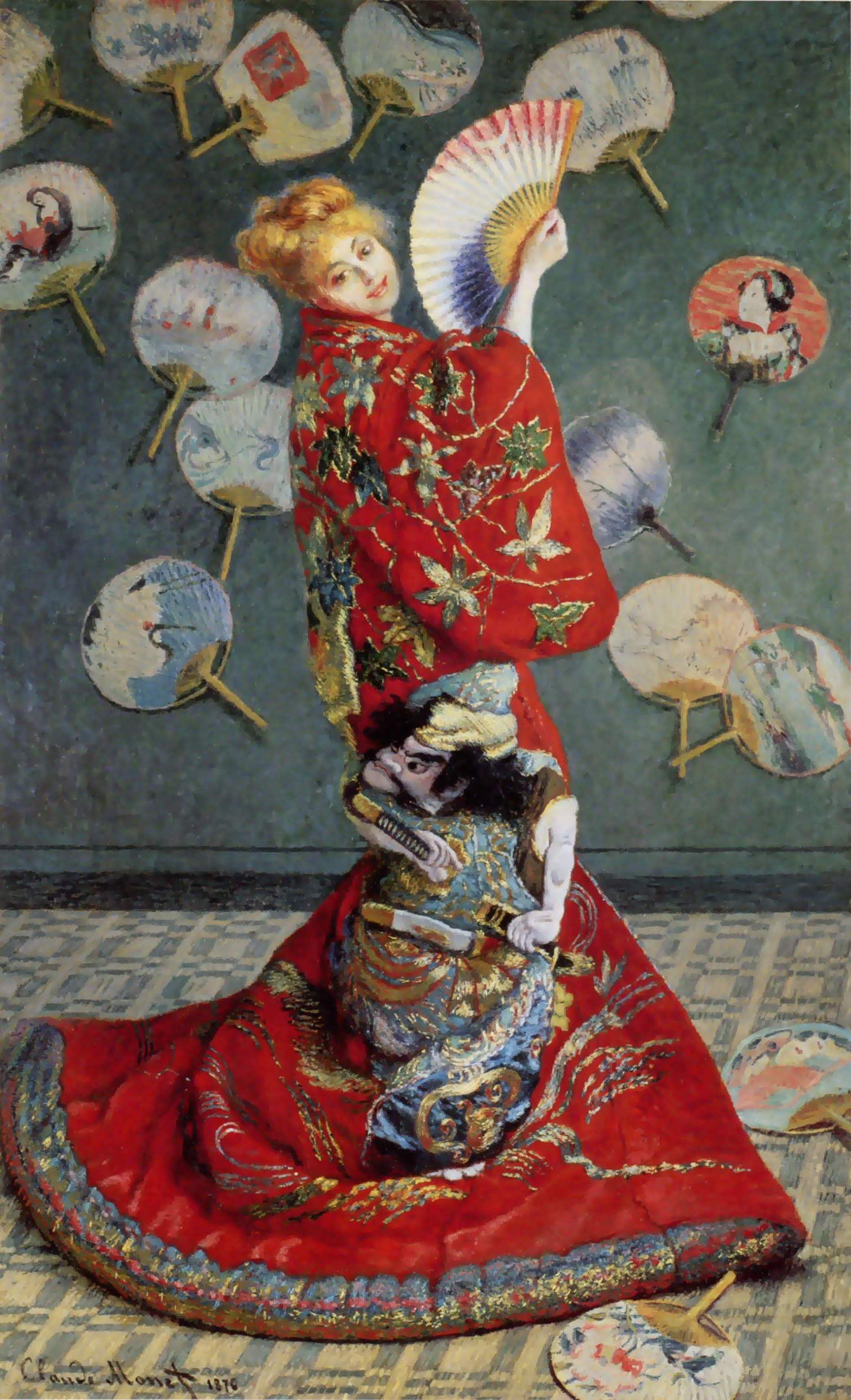
Claude Monet Madame Monet japán jelmezben, 1875
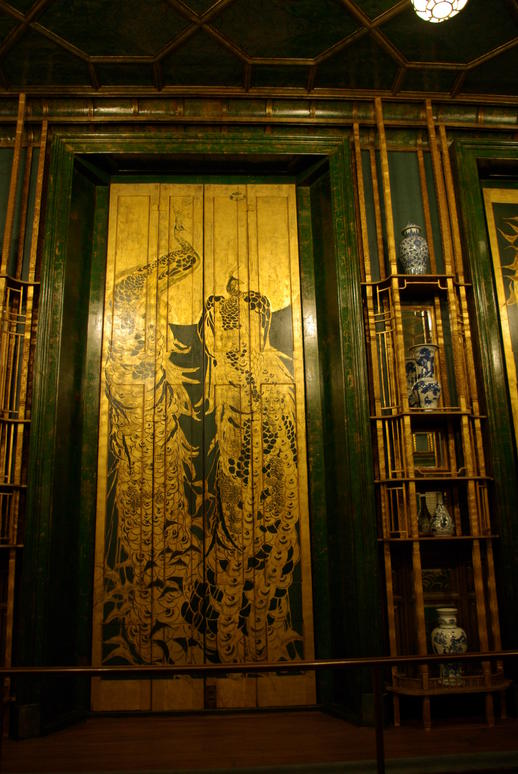
James McNeill Whistler A páva-szoba, 1876–1877
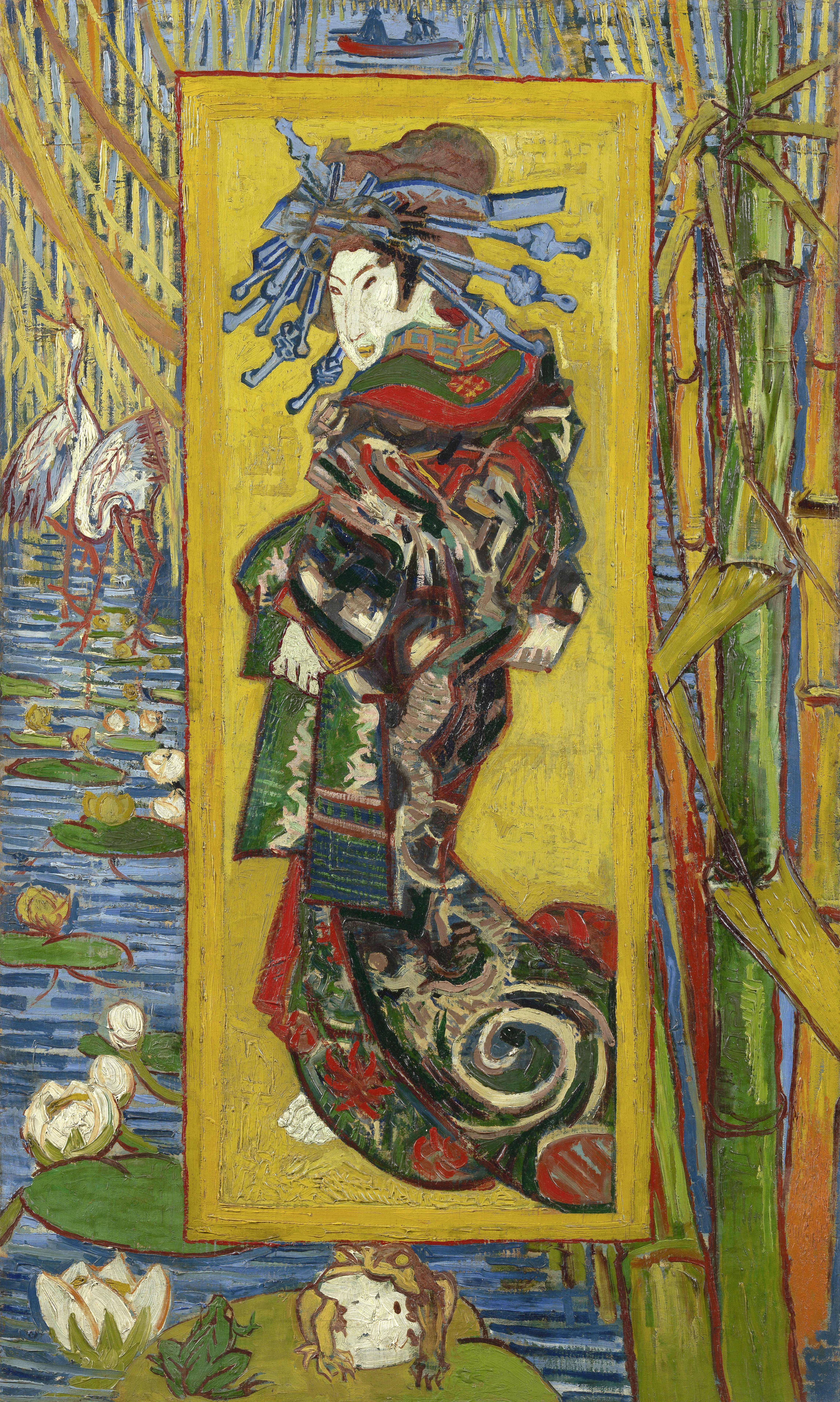
Vincent van Gogh A kurtizán (Keisai Eisen után), 1887
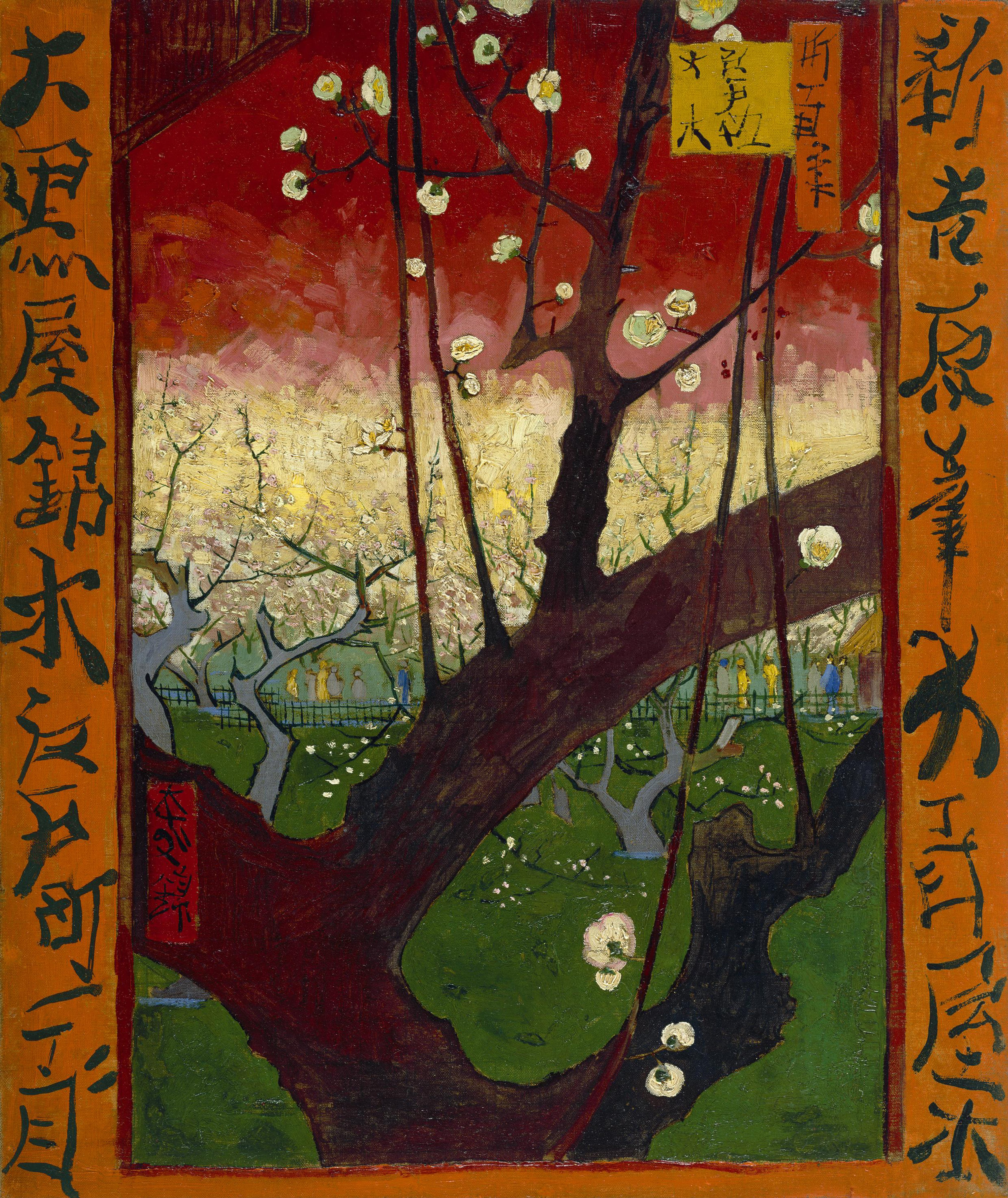
Vincent van Gogh Virágzó szilvafák, 1887
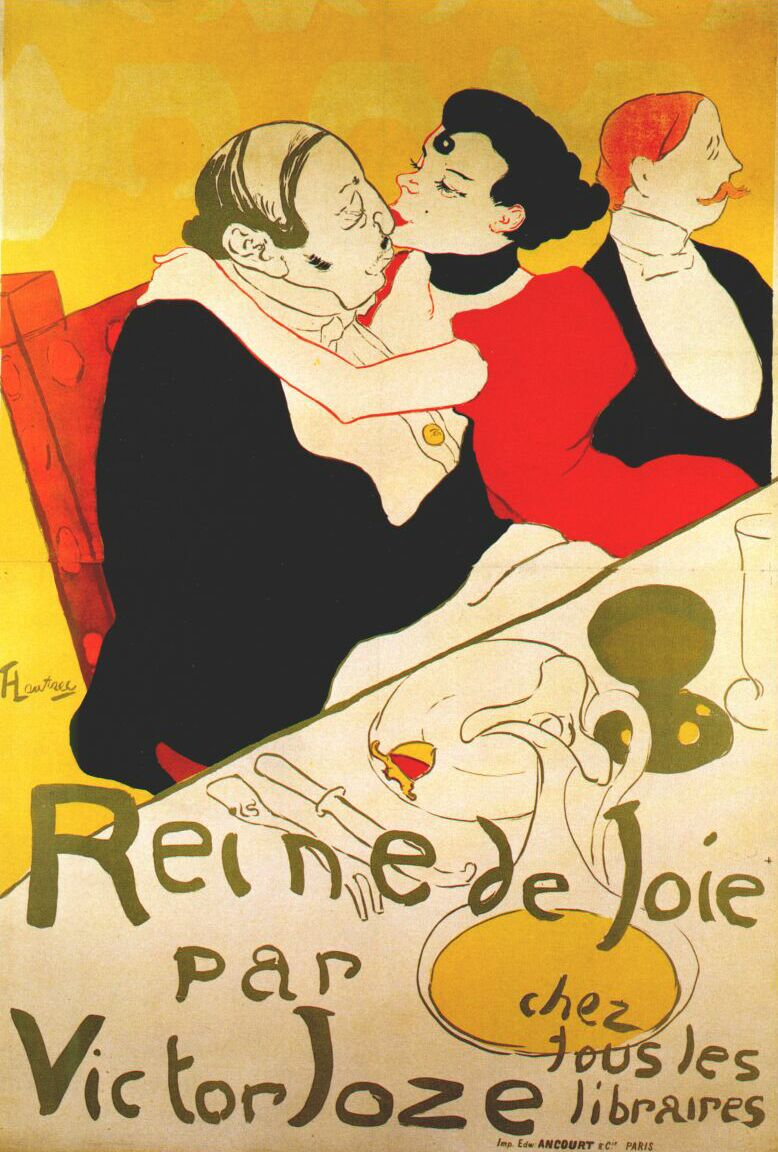
Henri de Toulouse-Lautrec poszter, 1892
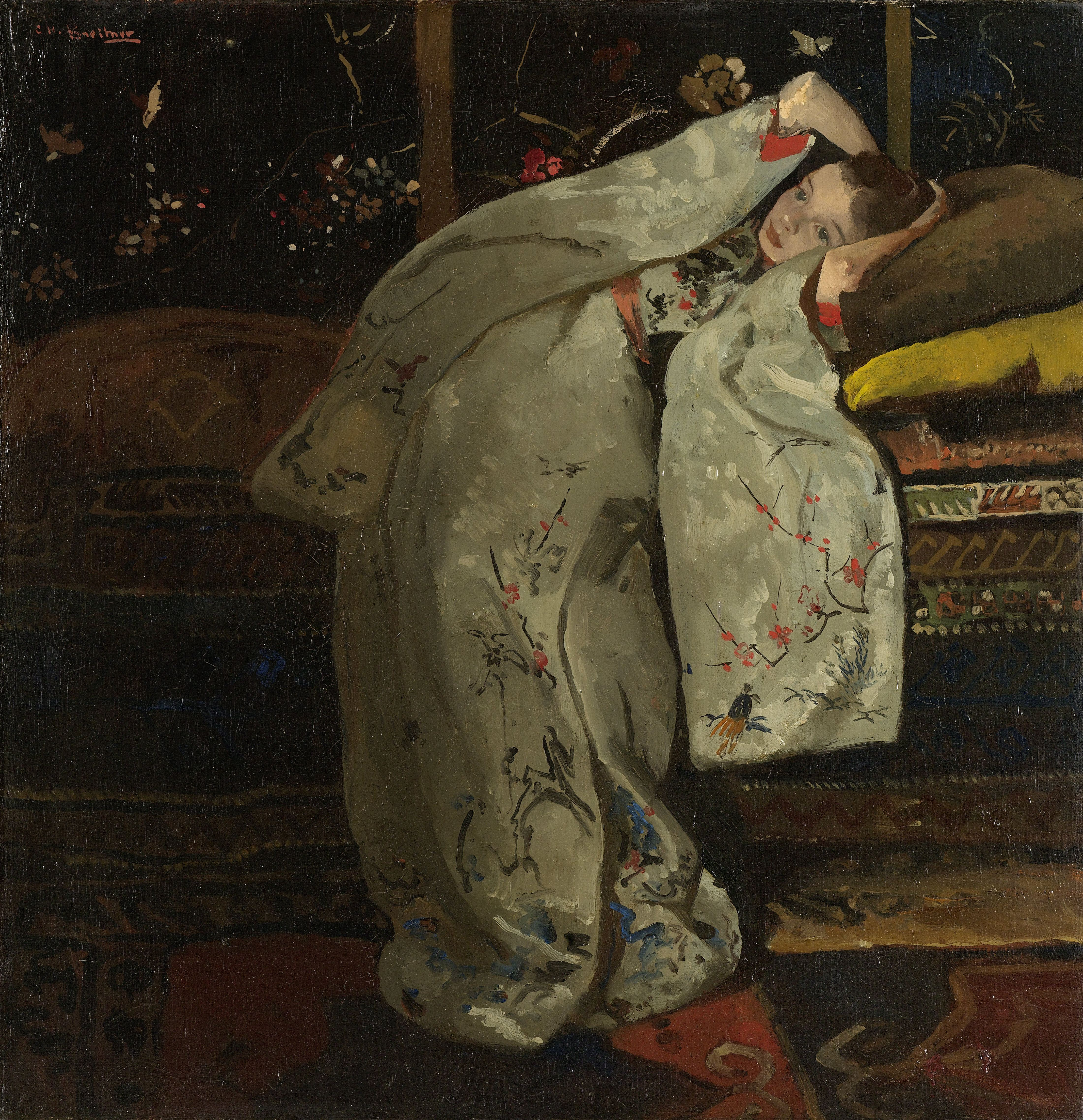
George Hendrik Breitner Lány fehér kimonóban, olaj, vászon, 1894
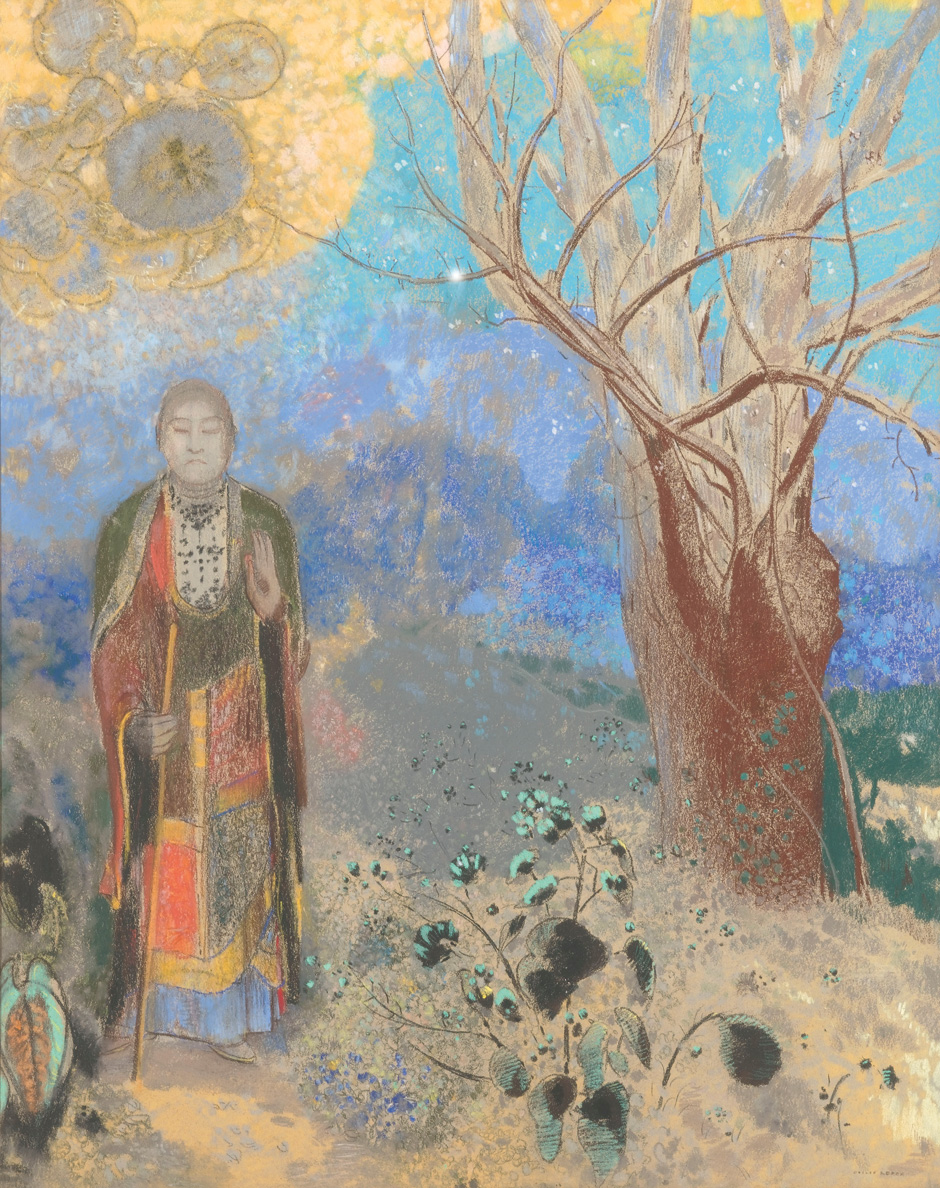
Odilon Redon Buddha, 1906
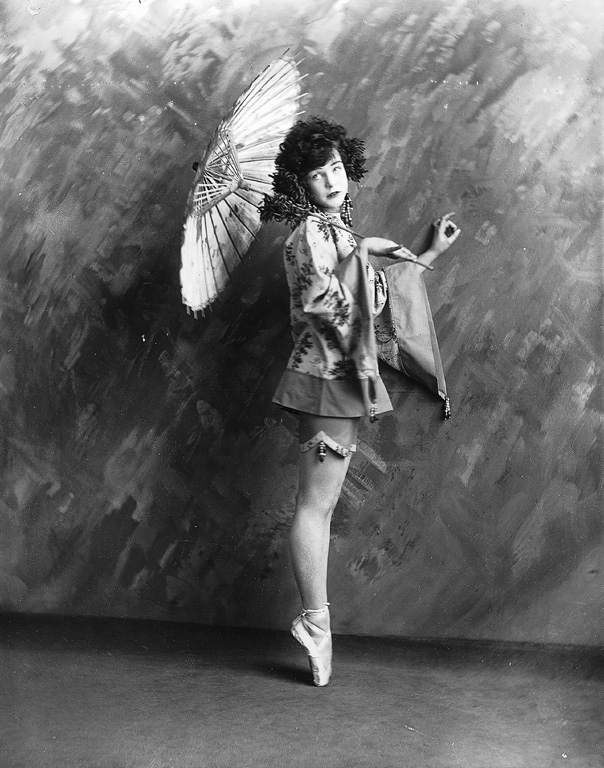
Miss Finney táncol, Montreal, Quebec, 1923